# Max Beier
Max Beier, Max Walter Peter Beier, född den 6 april 1903 i Spittal an der Drau, död den 4 juli 1979 i Wien, var en österrikisk araknolog och entomolog som var specialist på klokrypare. 
Auktorsnamnet Beier kan användas för Max Beier i samband med ett vetenskapligt namn inom zoologin; se Wikipedia-artiklar som länkar till auktorsnamnet.